# Ercta
Ercta (лат.) — род бабочек огнёвок-травянок из подсемейства Spilomelinae (Crambidae). Включает 6 видов.

## Описание
Отличаются строением гениталий: ункус редуцирован до треугольного по форме; хеты на ункусе отсутствуют (у других близких родов группы Udea они развиты).

## Классификация
Включает 6 видов из трибы Udeini. Род был впервые описан в 1859 году британским энтомологом Френсисом Уокером (Francis Walker, 1809—1874).
- Ercta dixialis Snellen, 1895
- Ercta elutalis (Walker, 1859)
- Ercta pedicialis Snellen, 1895
- Ercta scotialis Hampson, 1912
- Ercta trichoneura Hampson, 1912
- Ercta vittata (Fabricius, 1794)